# Toyota Collection
Die Toyota Collection ist eine Fahrzeugsammlung und -ausstellung ähnlich einem Automuseum in Deutschland.

## Beschreibung
Ab 1994 gab es das private 1. Deutsche Toyota-Museum in Hartkirchen. Nach dem Tod des Betreibers übernahm Toyota Deutschland  2017 die Fahrzeuge. Die Sammlung umfasste 120 Fahrzeuge.
Einige wurde abgegeben, wenn von dem Modell mehrere Fahrzeuge vorhanden waren. Dazu kamen einige Fahrzeuge aus dem eigenen Bestand. Eine Sporthalle auf dem Betriebsgelände von Toyota in Köln wurde zu einem Ausstellungsraum umfunktioniert. Am 23. November 2017 war Eröffnung.
Die Sammlung ist an einem Samstag pro Monat zu besichtigen. Marie Schäfers zählt die Ausstellung zu den besten Automuseen und -sammlungen Deutschlands.

## Ausstellungsgegenstände
Präsentiert werden je nach Quelle etwa 70, 75 oder 108 Fahrzeuge der Marke Toyota. Genannt werden Corolla, Land Cruiser, Celica und Crown, RAV4, 2000 GT, Tercel, Model F, Starlet und Supra sowie 1000, Century und Prius.
Außerdem werden einige Lexus, Rennwagen, Fahrzeuge für Rallyes, Prototypen und Schnittmodelle ausgestellt.

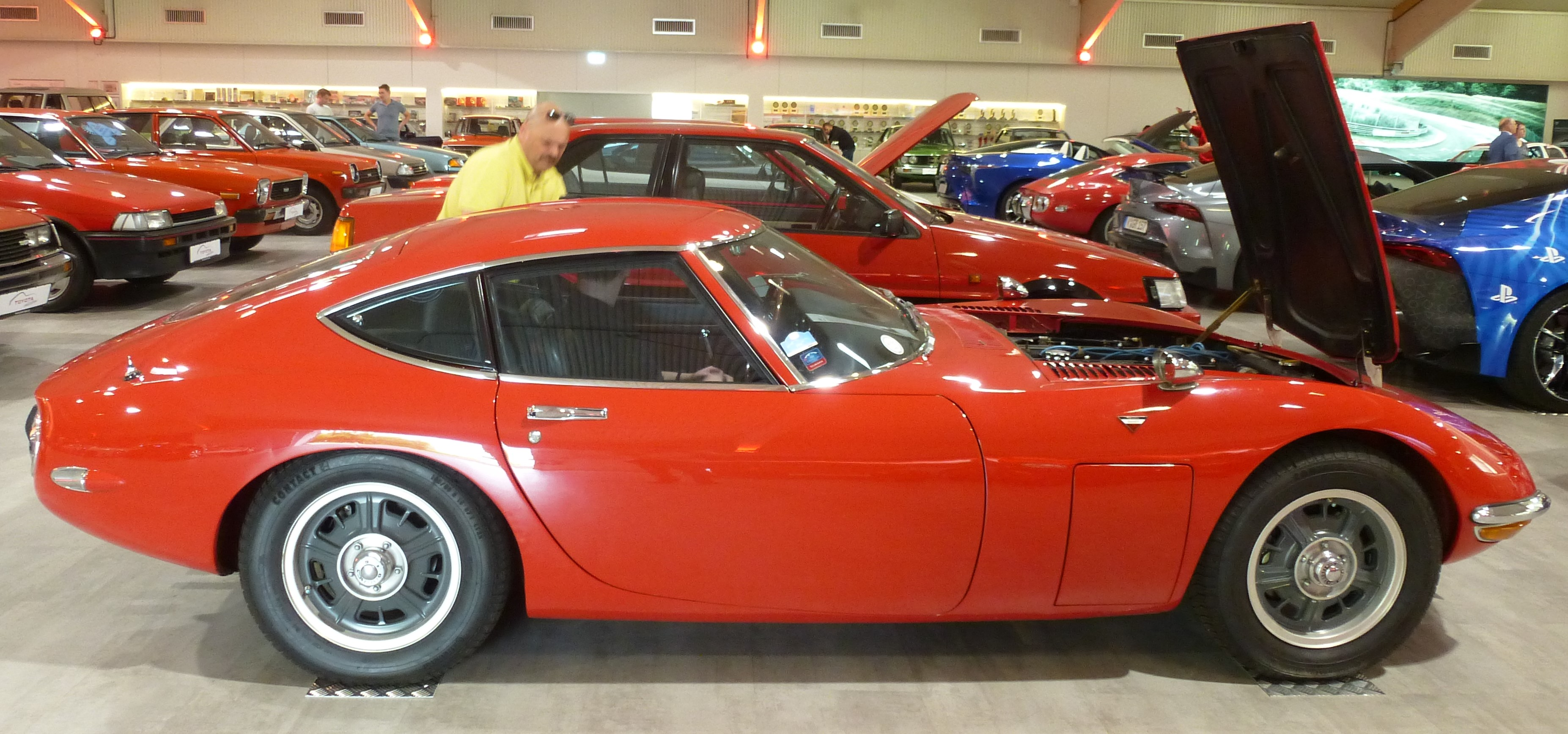
Toyota 2000 GT von 1967
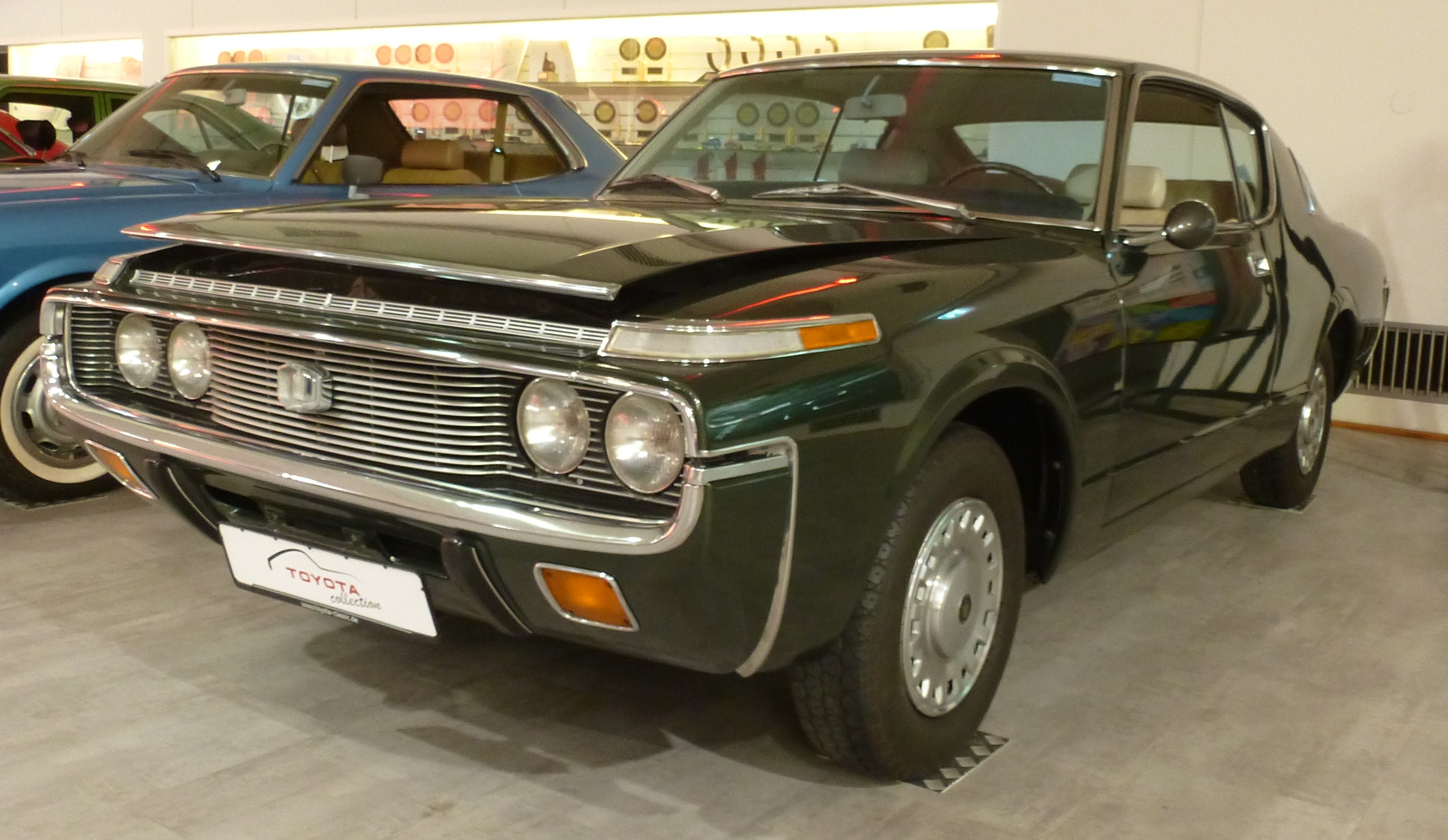
Toyota Crown von 1972
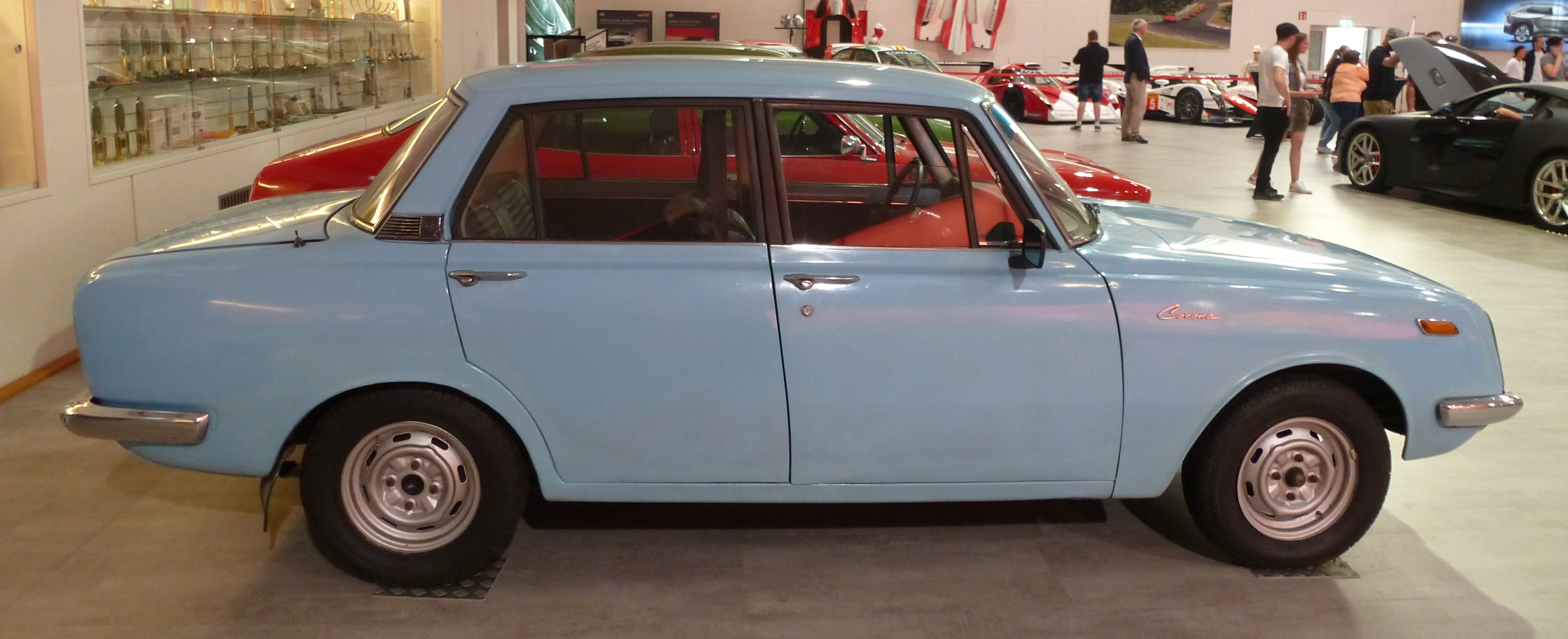
Toyota Corona
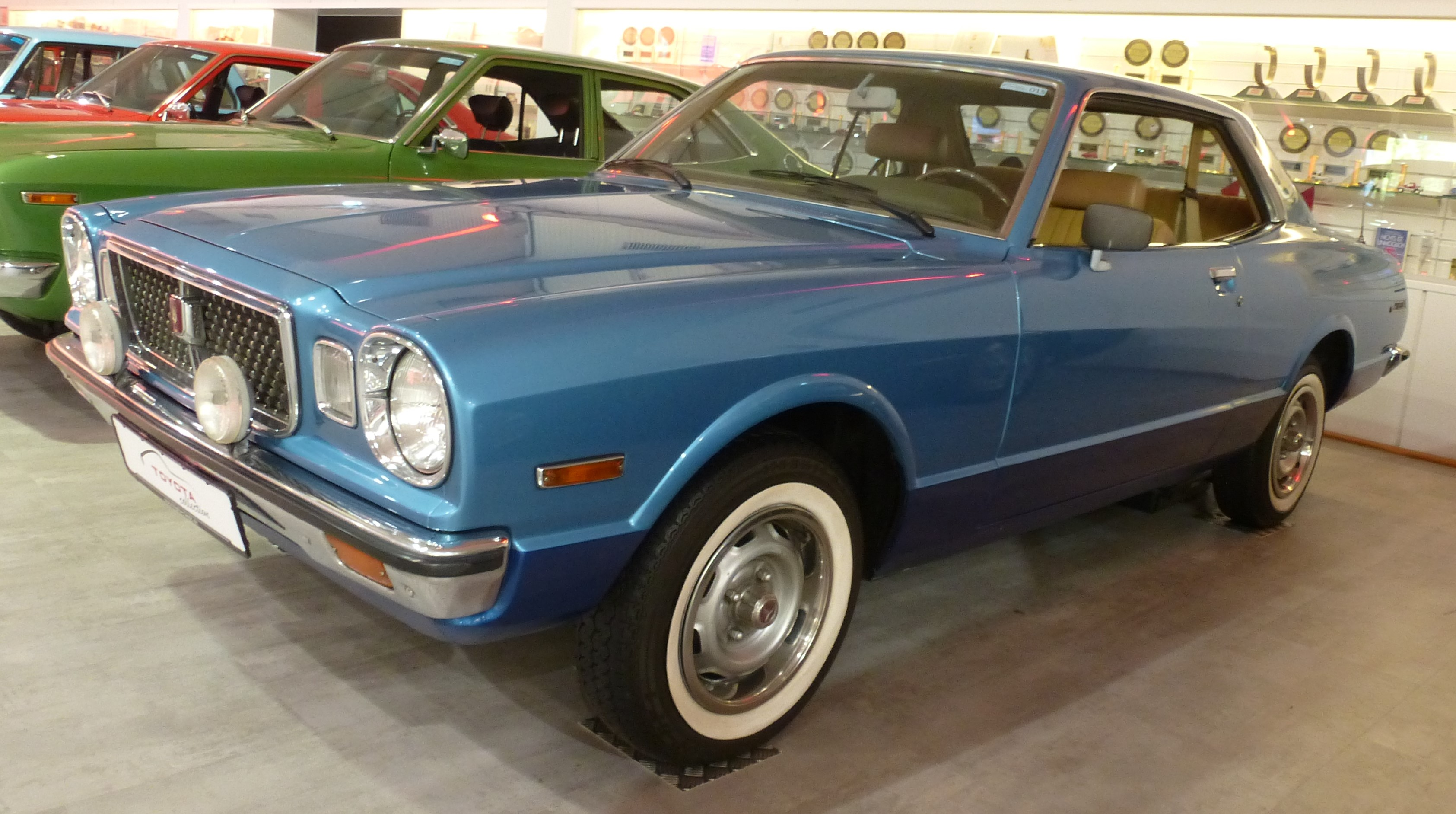
Toyota Cressida von 1975
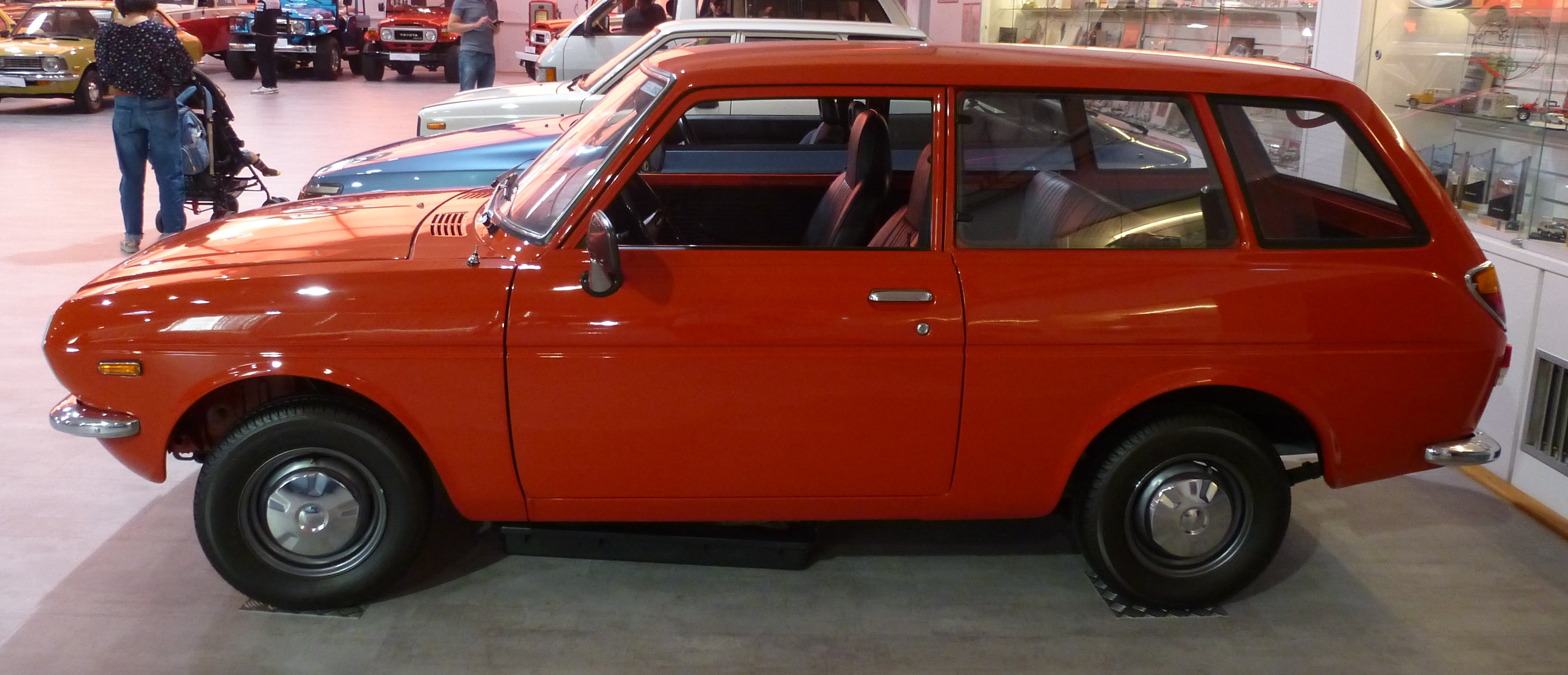
Toyota 1000 von 1977
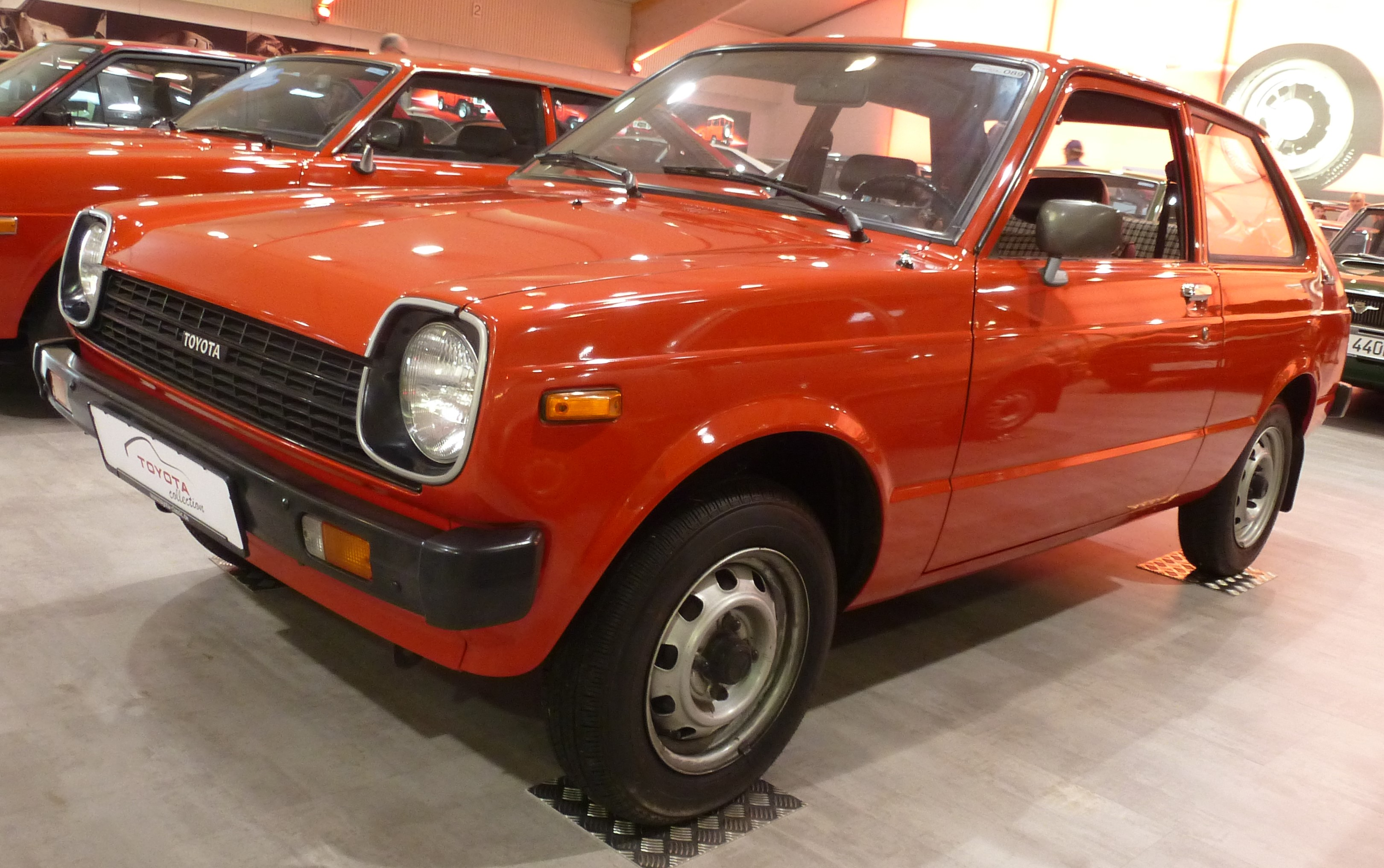
Toyota Starlet von 1980
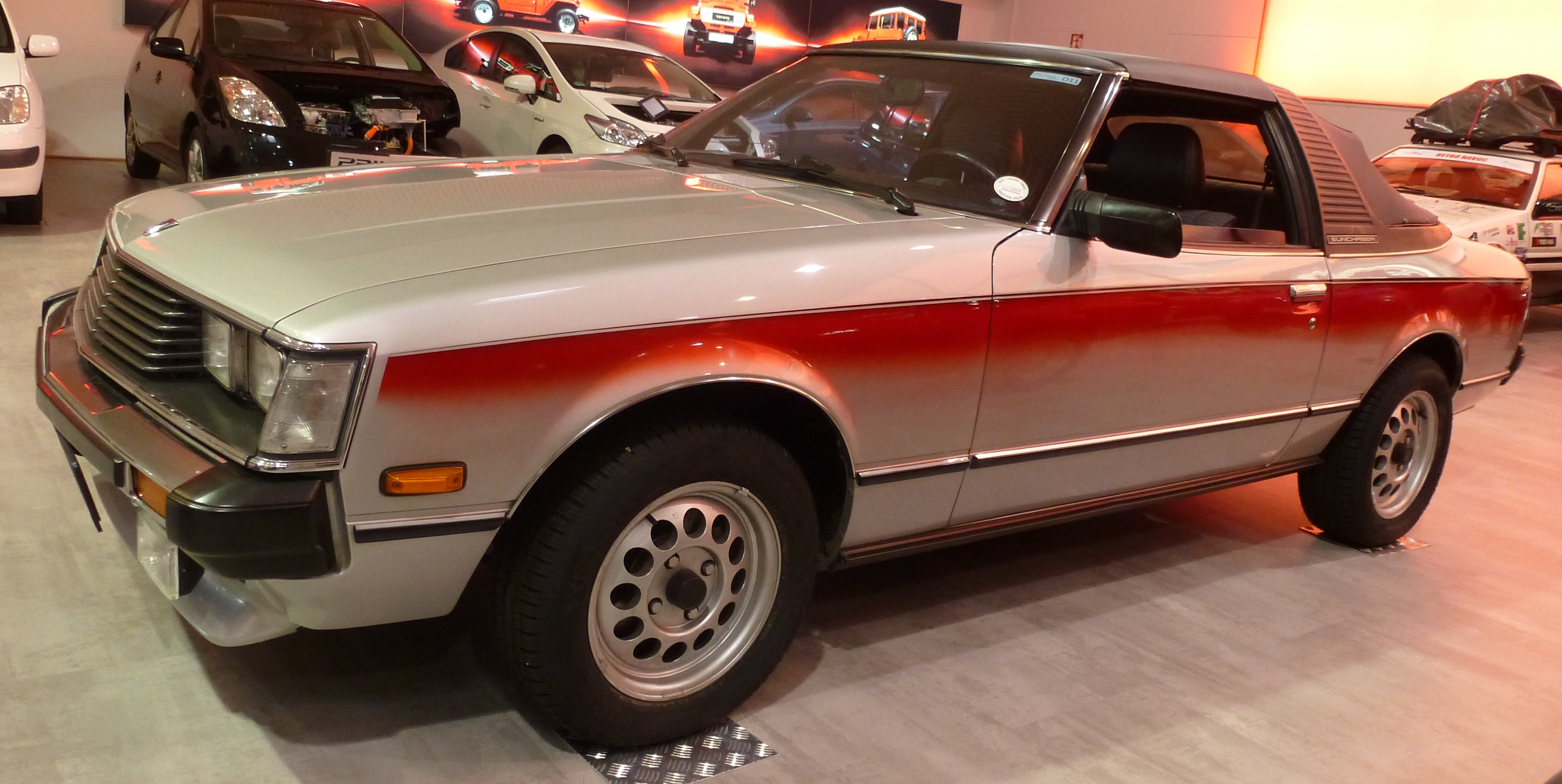
Toyota Celica als Cabriolet von 1982
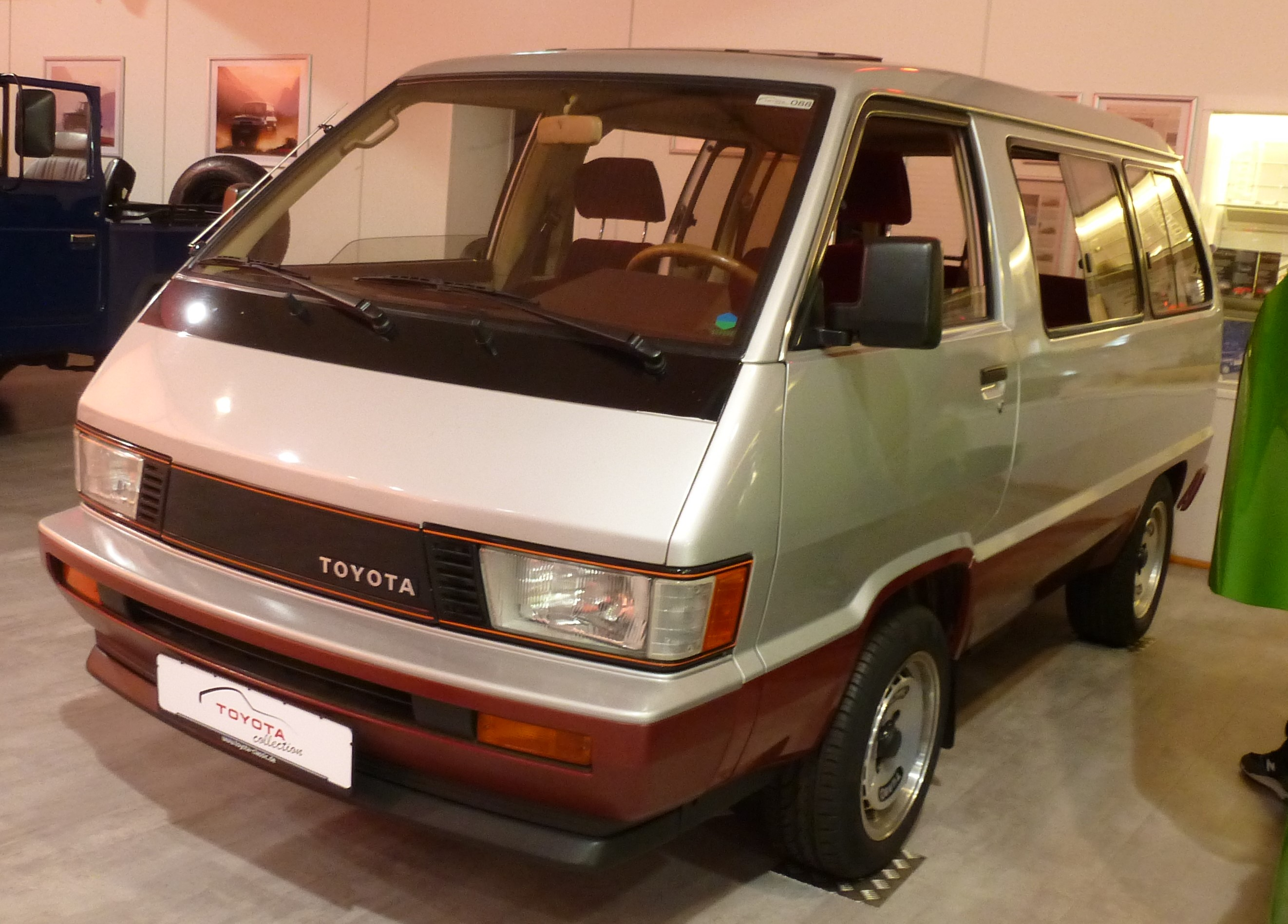
Toyota Model F von 1983
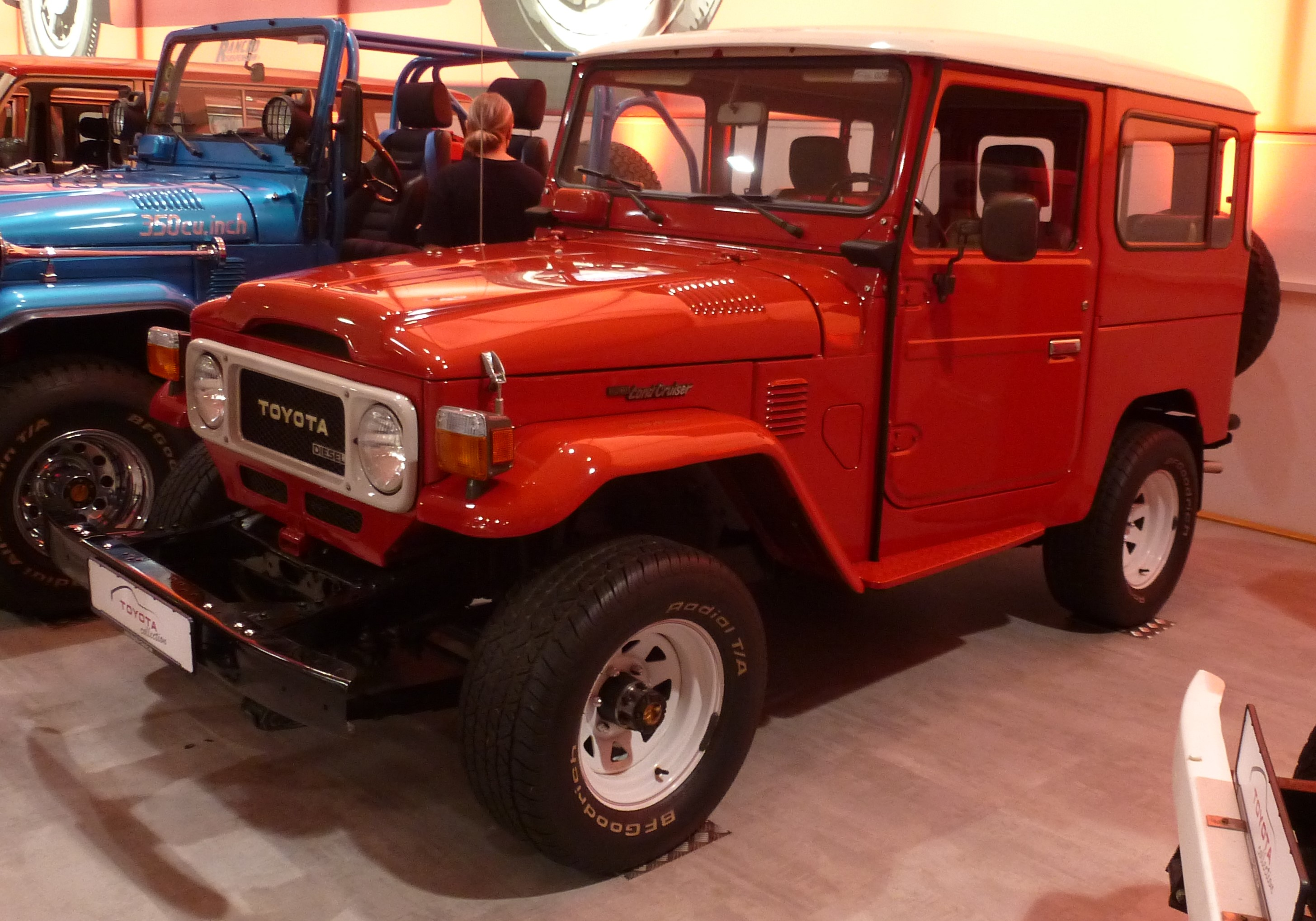
Toyota Land Cruiser von 1984
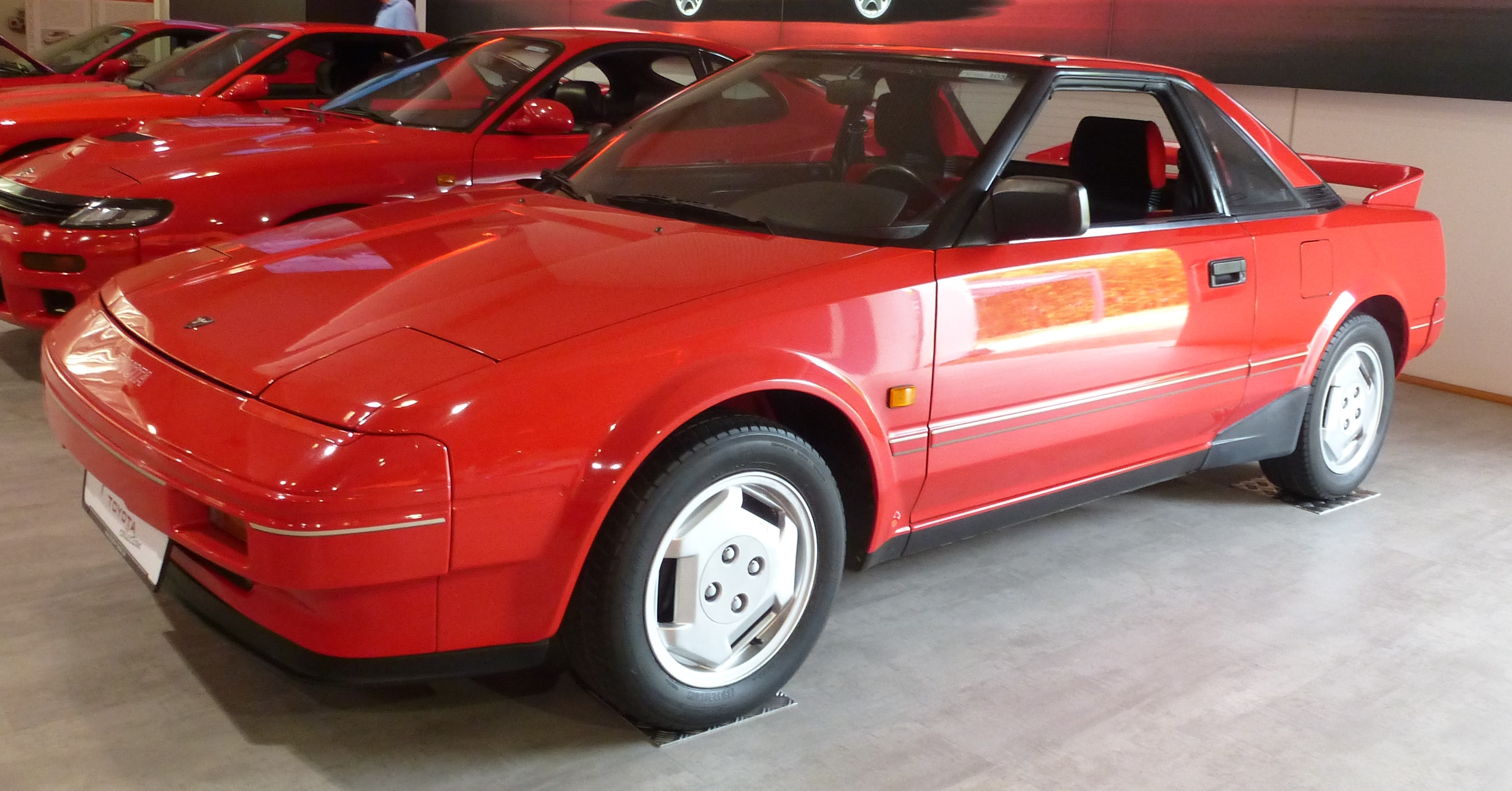
Toyota MR2 von 1985
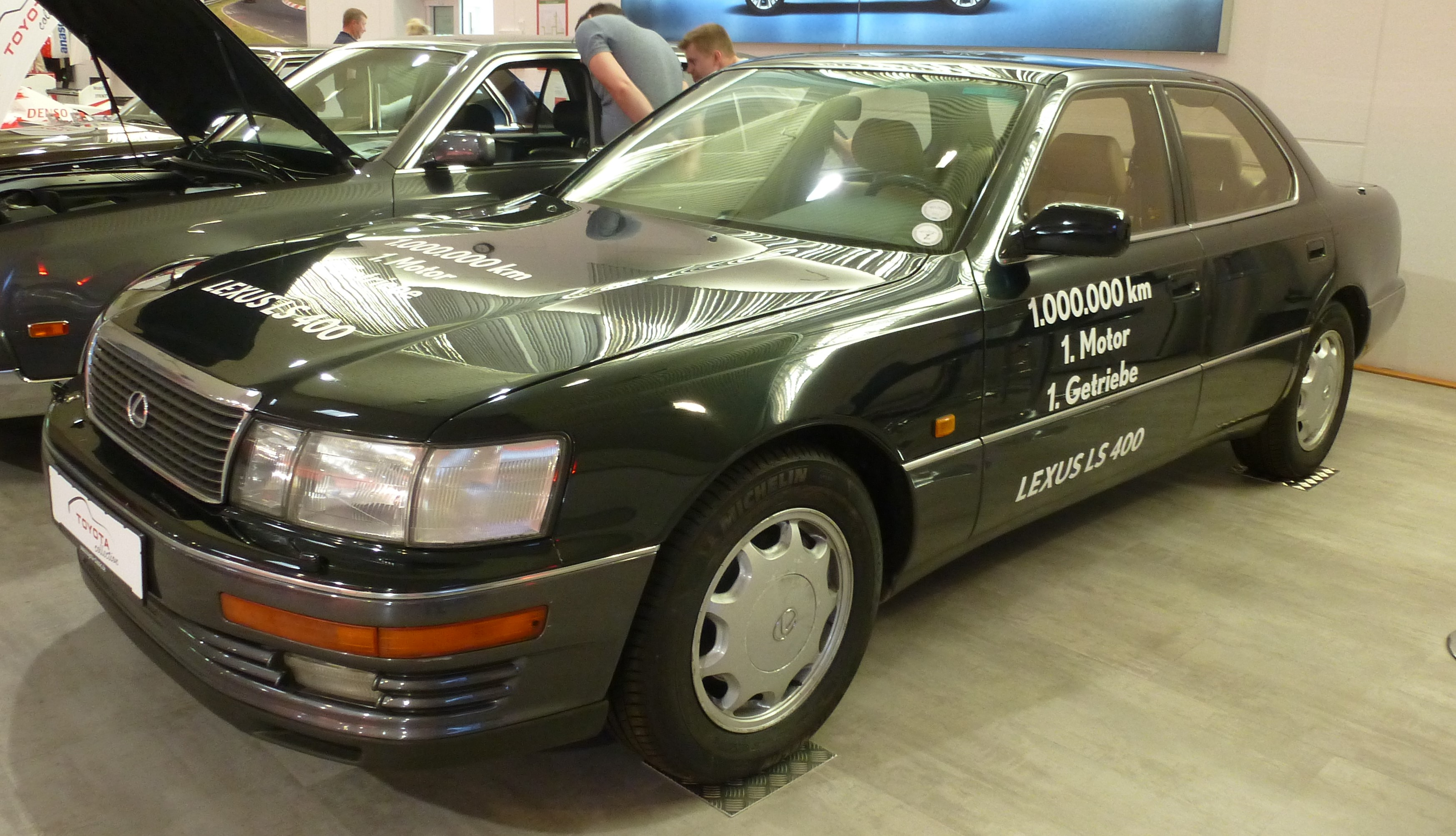
Lexus LS von 1989–1994